# Christof Frommelt
Christof Frommelt (* 29. Juni 1918; † 16. März 1987) war ein liechtensteinischer Skilangläufer.

## Biografie
Christof Frommelt startete bei den Olympischen Winterspielen 1948 in St. Moritz über 18 Kilometer und belegte den 79. Rang. In der 4 × 10-km-Staffel belegte er zusammen mit Arthur Meier, Xaver Frick und Egon Matt den 11. Platz. Bei der Eröffnungsfeier war Frommelt Fahnenträger Liechtensteins.
Seine Söhne Paul und Willi nahmen als Skirennläufer ebenfalls an Olympischen Spielen teil und konnten beide jeweils eine Bronzemedaille gewinnen. Auch sein dritter Sohn Peter war ebenfalls Profisportler und nahm für Liechtenstein unter anderem an der Tischtennisweltmeisterschaft 1989 in Dortmund und der Tischtennisweltmeisterschaft 2006 in Bremen teil.